# Royal Magyar Postatakarékpénztár
El edificio de la Real Caja de Ahorros de Hungría (Distrito V de Budapest, Hold utca 4.) fue finalizado en 1901 y fue construido en estilo Art Nouveau basado en los diseños de Ödön Lechner y Sándor Baumgarten. Se considera un monumento destacado del art nouveau en Budapest. Hoy, el Tesoro del Estado húngaro opera en él.

## Historia de la construcción
Con el auge económico de fines del siglo XIX, la red bancaria nacional también comenzó a desarrollarse, y en 1895 se estableció el Royal Postal Savings Bank de Hungría. El diseño de Ödön Lechner ganó el concurso para la construcción de la sede en Budapest en 1899, el edificio se completó en un año y medio y se convirtió en una de las obras más destacadas de la obra de Lechner. La sede del Postatakarék-pénztár fue considerada el edificio público más barato de la época. Es la obra cumbre del Art Nouveau húngaro,  y la síntesis de la carrera de Lechner. En 1900, la Asociación de Artistas Plásticos otorgó al edificio la "Gran Medalla de Oro", y en 1900] el 1 de julio, también recibió el título de "Consejero Real" del Francisco José I de Austria

## Características
Es uno de los ejemplos más bellos de la búsqueda de Lechner por el estilo húngaro y el comienzo del Art Nouveau en Hungría. El refinado mundo de las formas de Lechner prevalece perfectamente en este edificio. Las características del Lechner Art Nouveau son los motivos florales húngaros y las coloridas vasijas de cerámica y mayólica. Las rizalitas de las esquinas y centrales se muestran mediante columnas octogonales, rematadas con remates de torre con motivos indios. En el techo alto y segmentado se utilizaron coloridos adornos y azulejos de cerámica Zsolnay. Como se trata de una caja de ahorros, el frontón está decorado con colmenas doradas, como símbolos de ahorro y ahorro. La sensación arquitectónica y la novedad técnica del edificio era la cúpula de cristal de la caja, pero en la década de 1930, después de que se volviera peligroso debido al clima, tuvo que ser demolido y luego reemplazado por un tipo de techo completamente diferente. El mobiliario de la sede, diseñado por Lechner, fue reemplazado en la década de 1930, con la expansión de la Bauhaus, en el espíritu de un ataque al Art Nouveau, y solo quedaron 2 bancos.

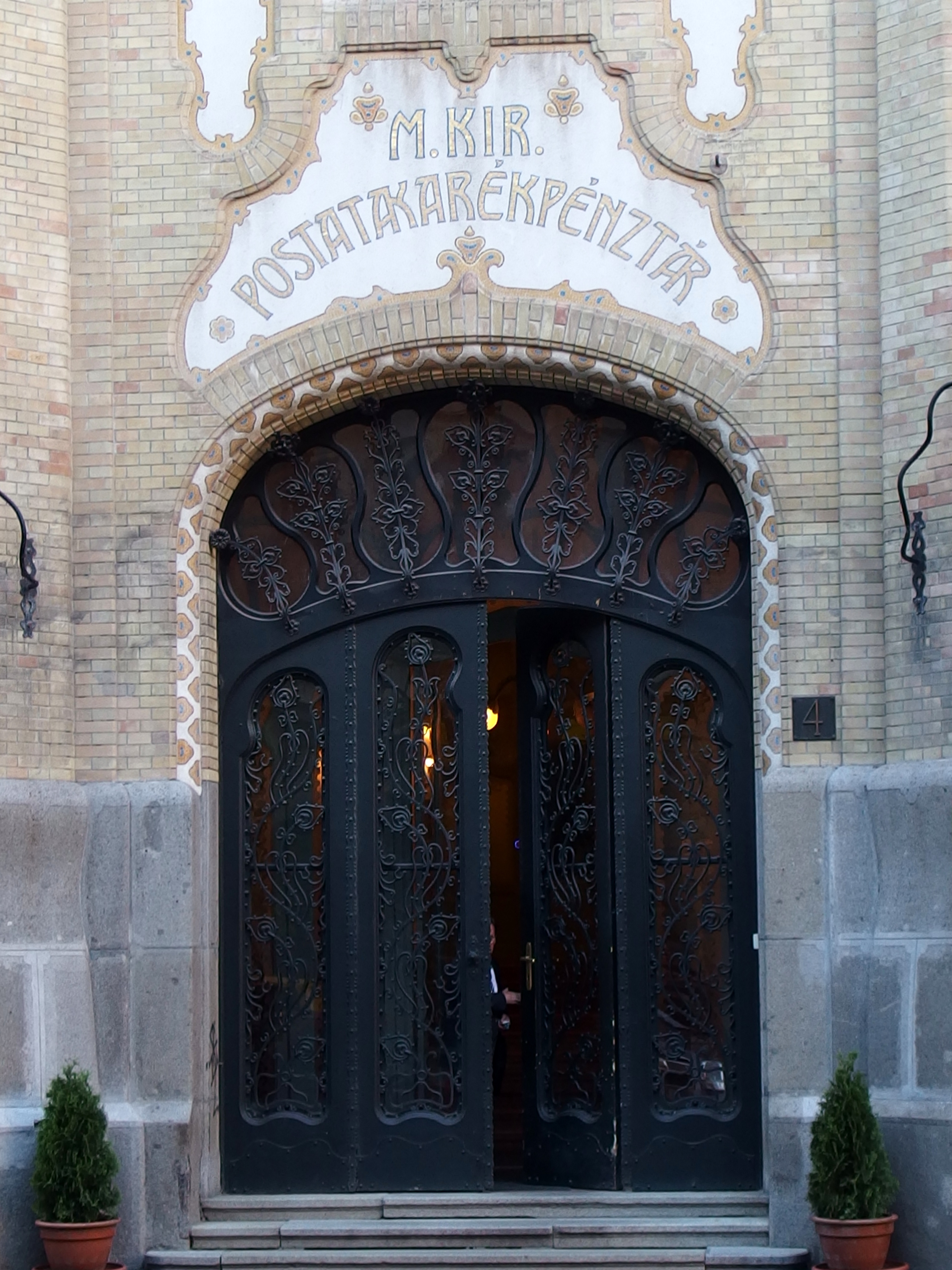
Bejárat
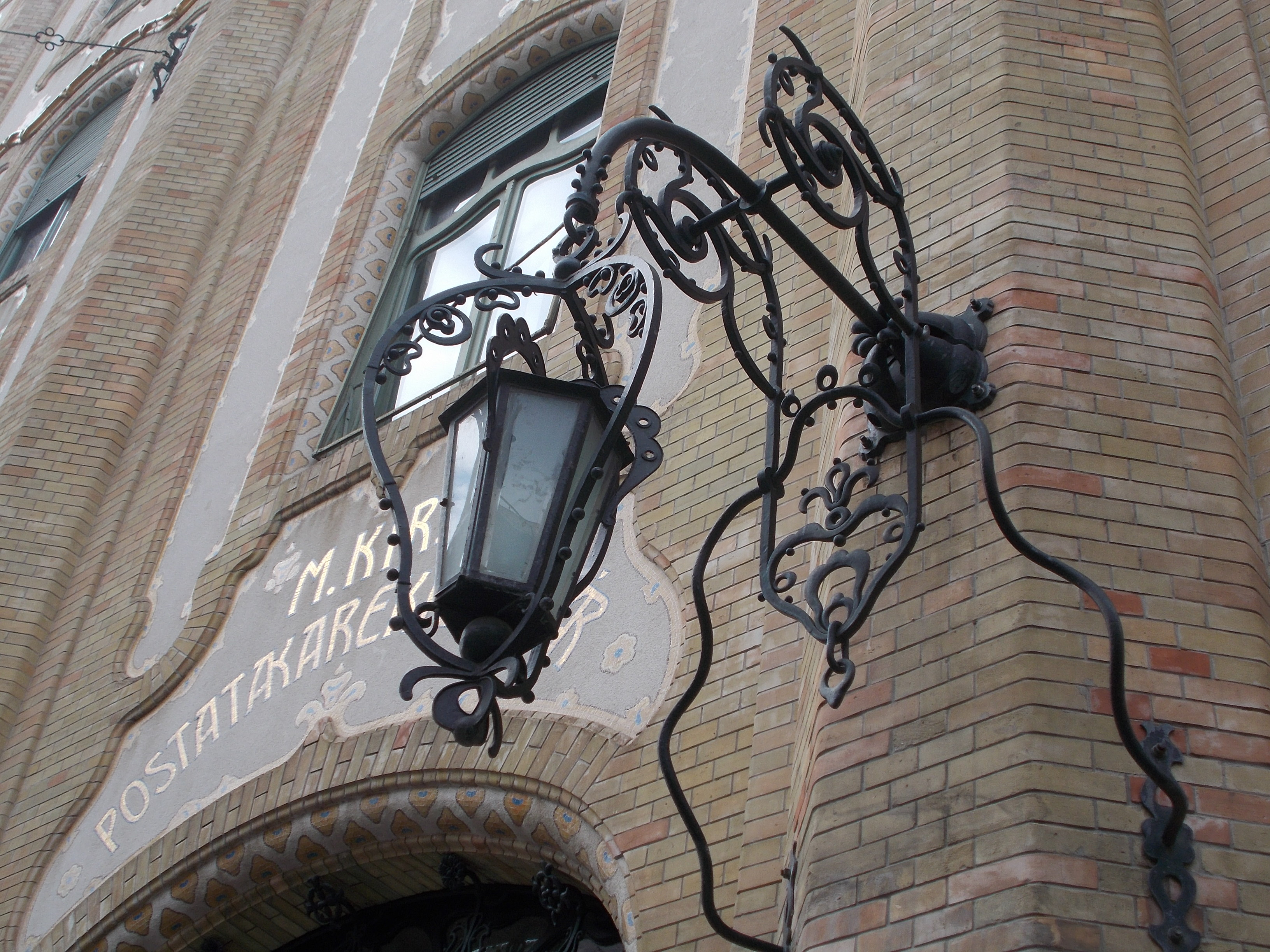
Világítótest
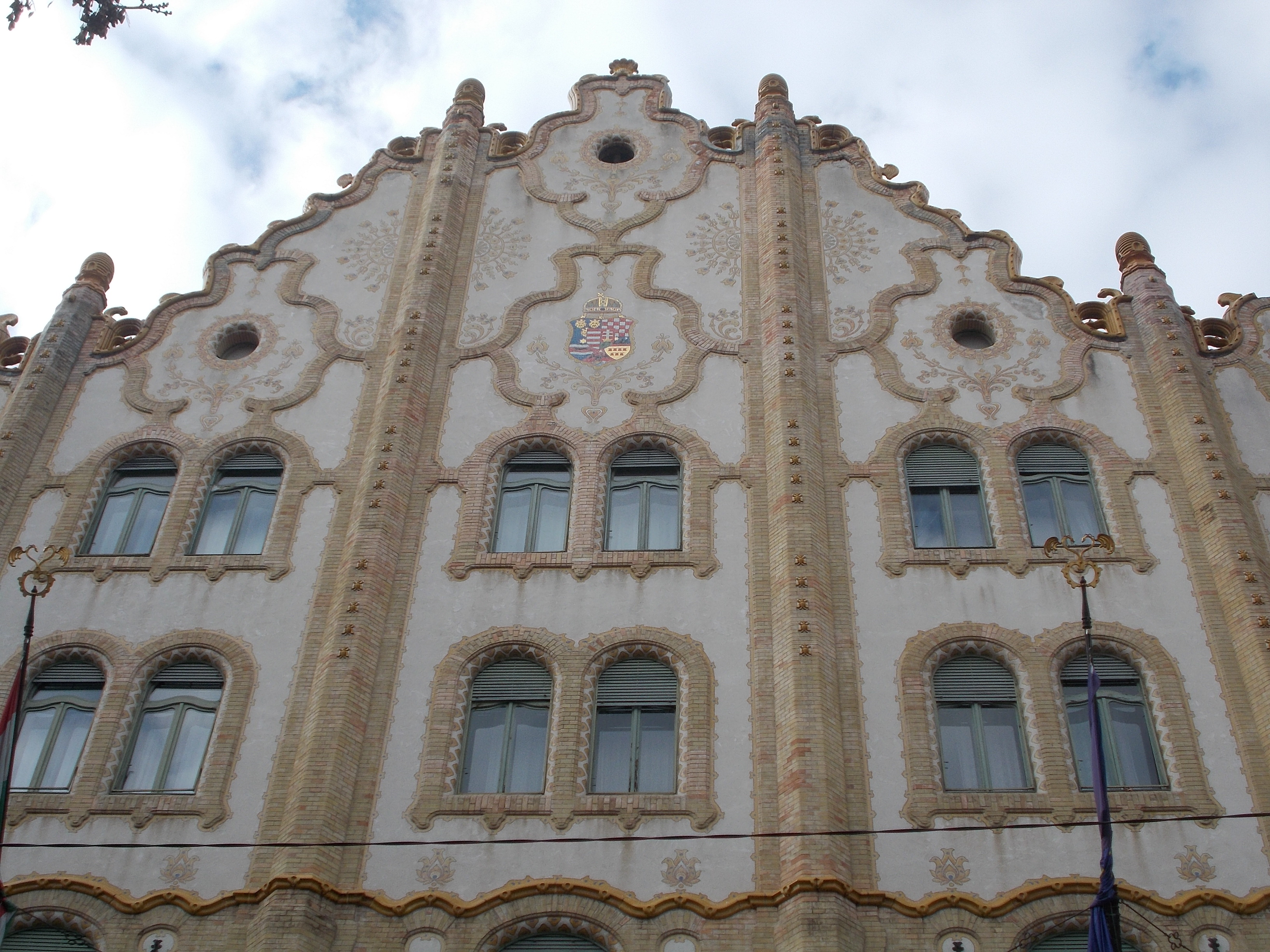
Homlokzatrészlet
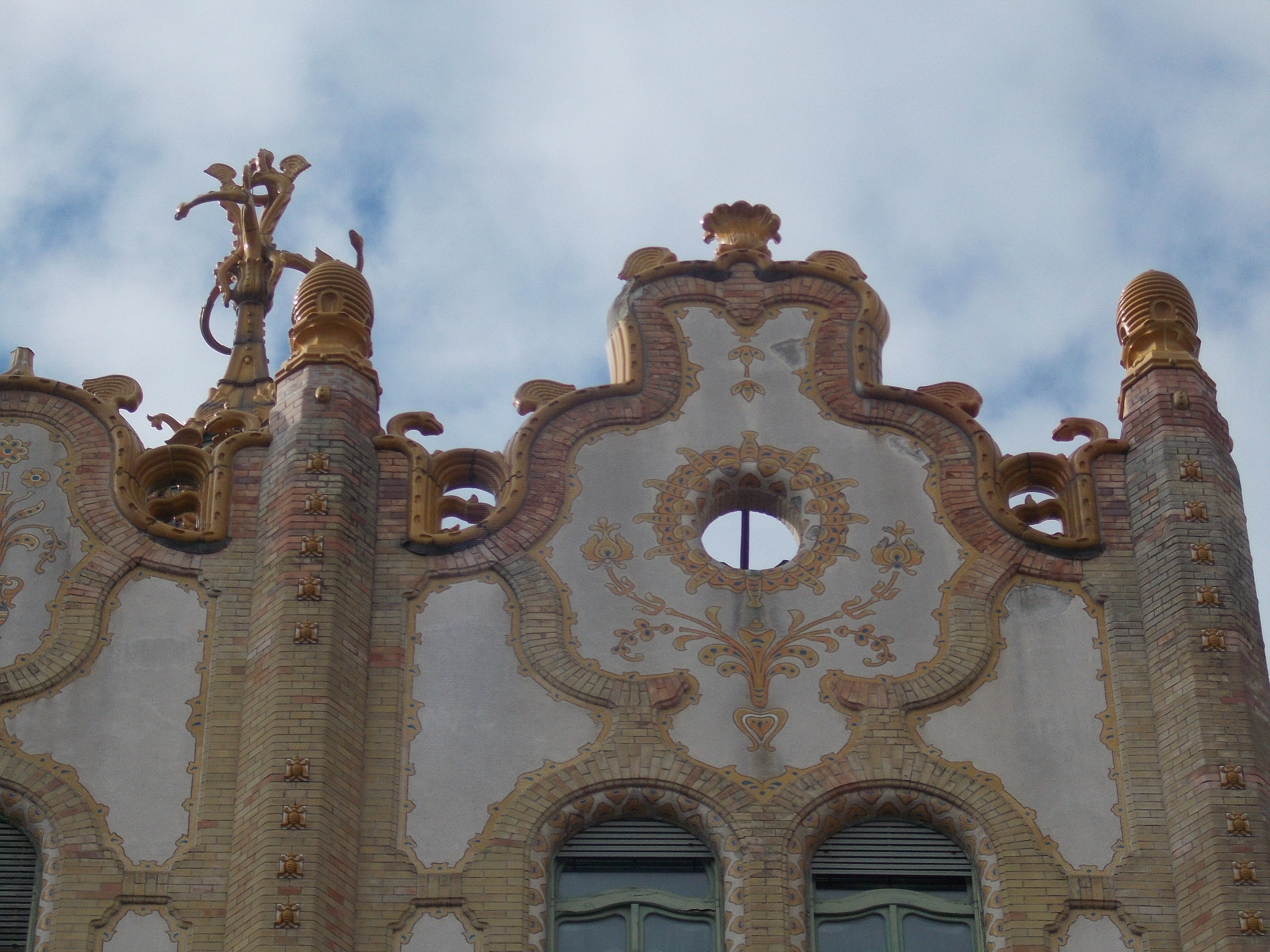
Felső díszítésrészlet
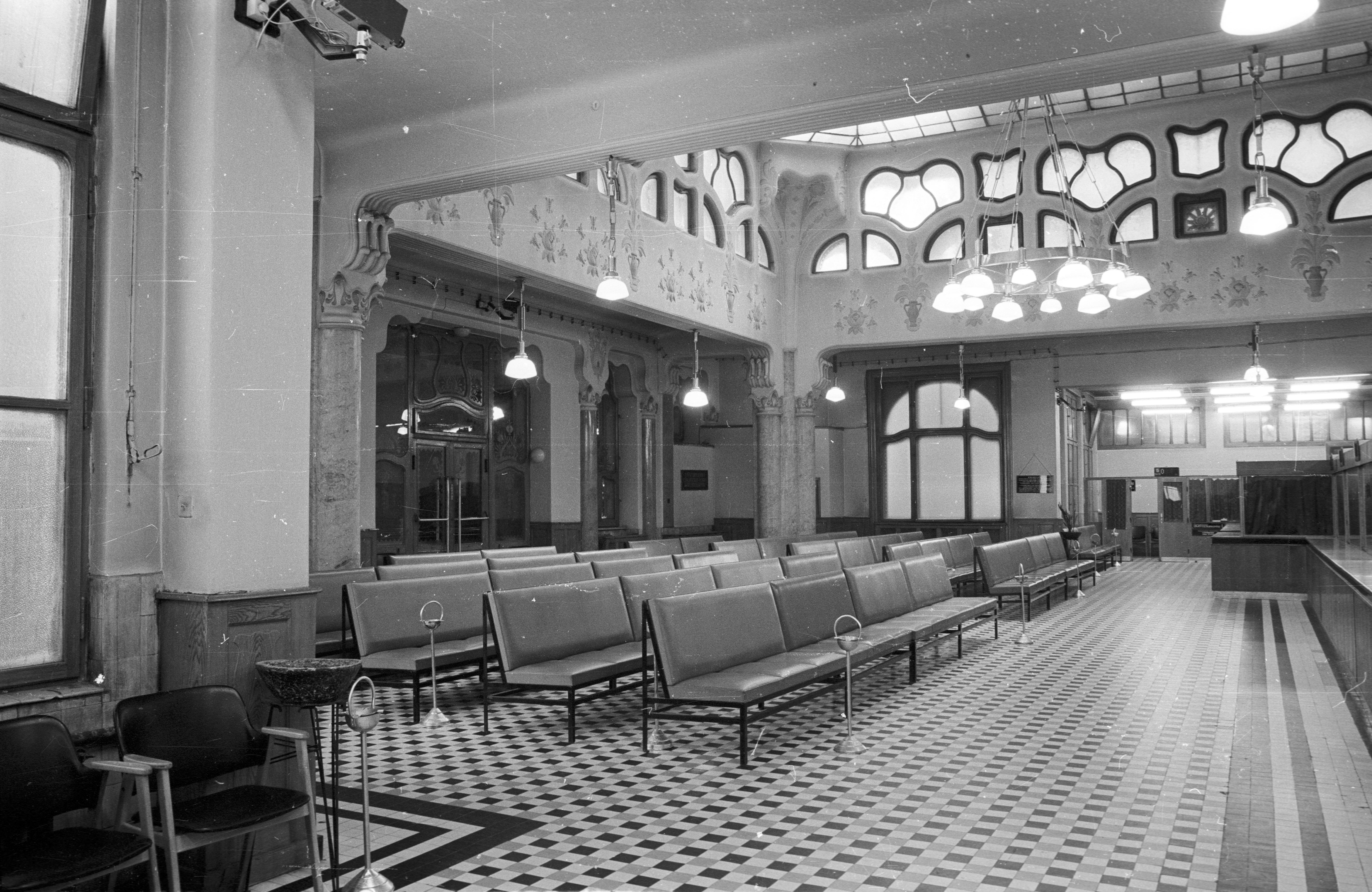
Belső tér
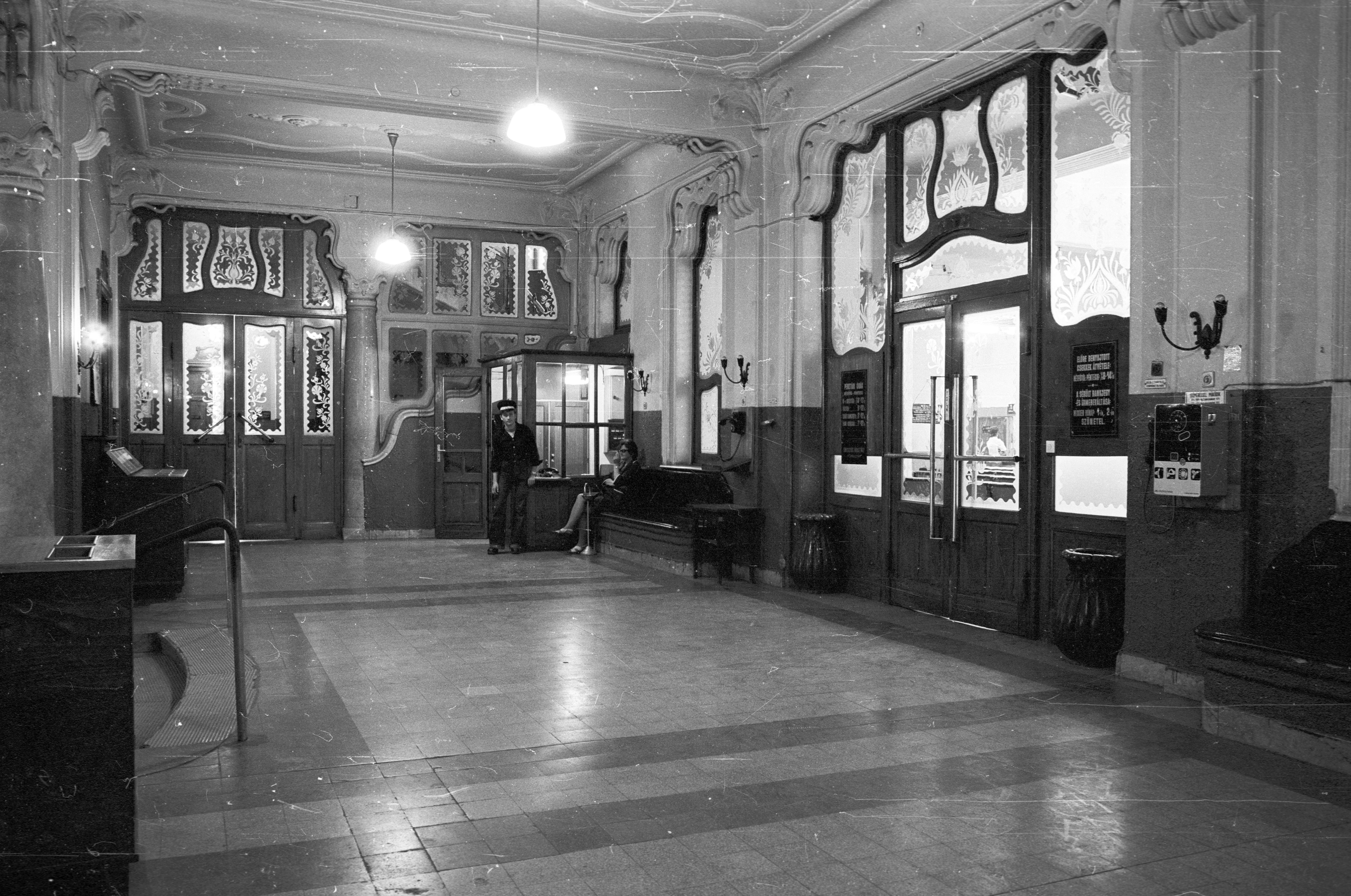
Belső tér
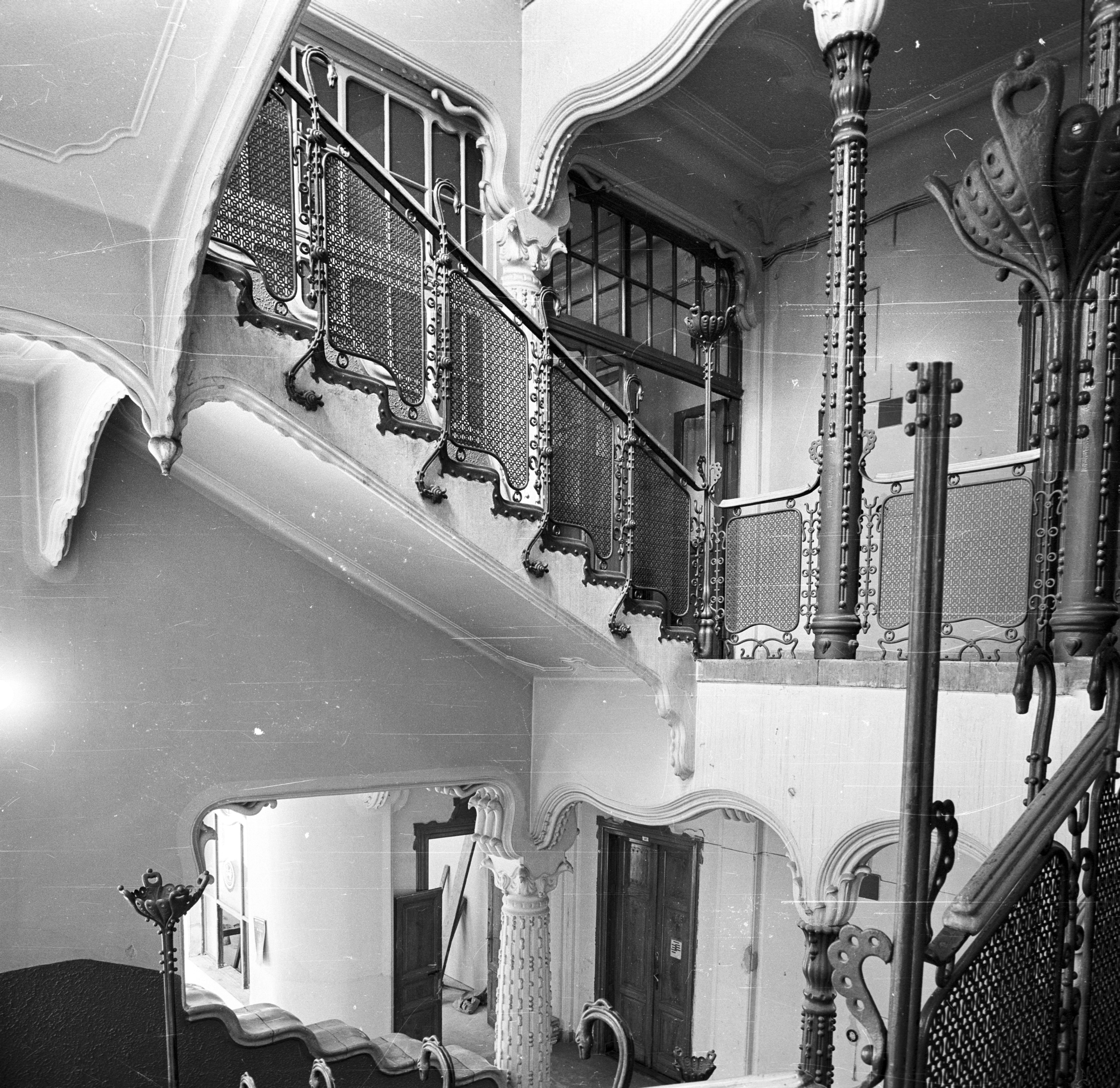
Lépcsőház
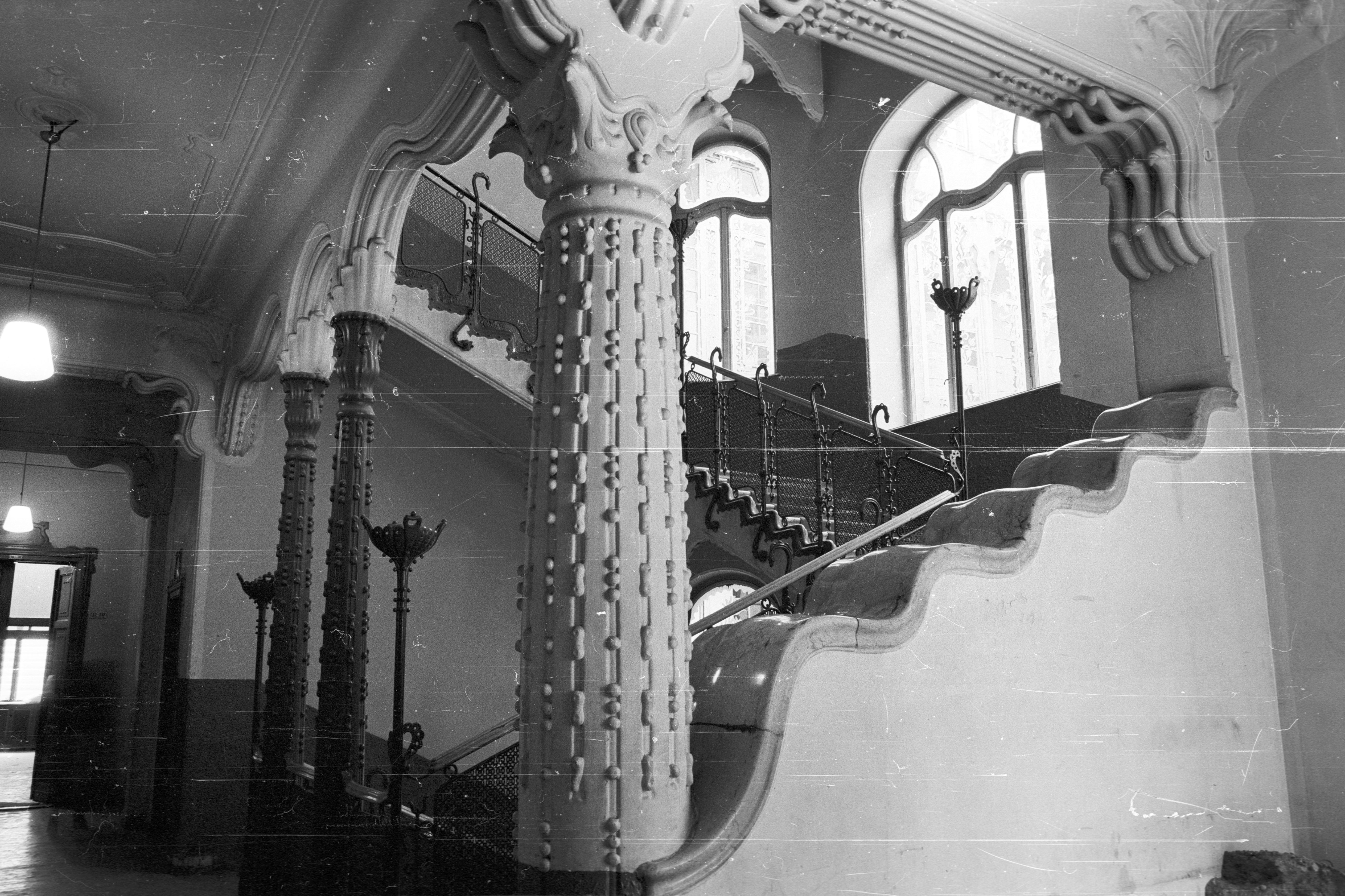
Lépcsőház
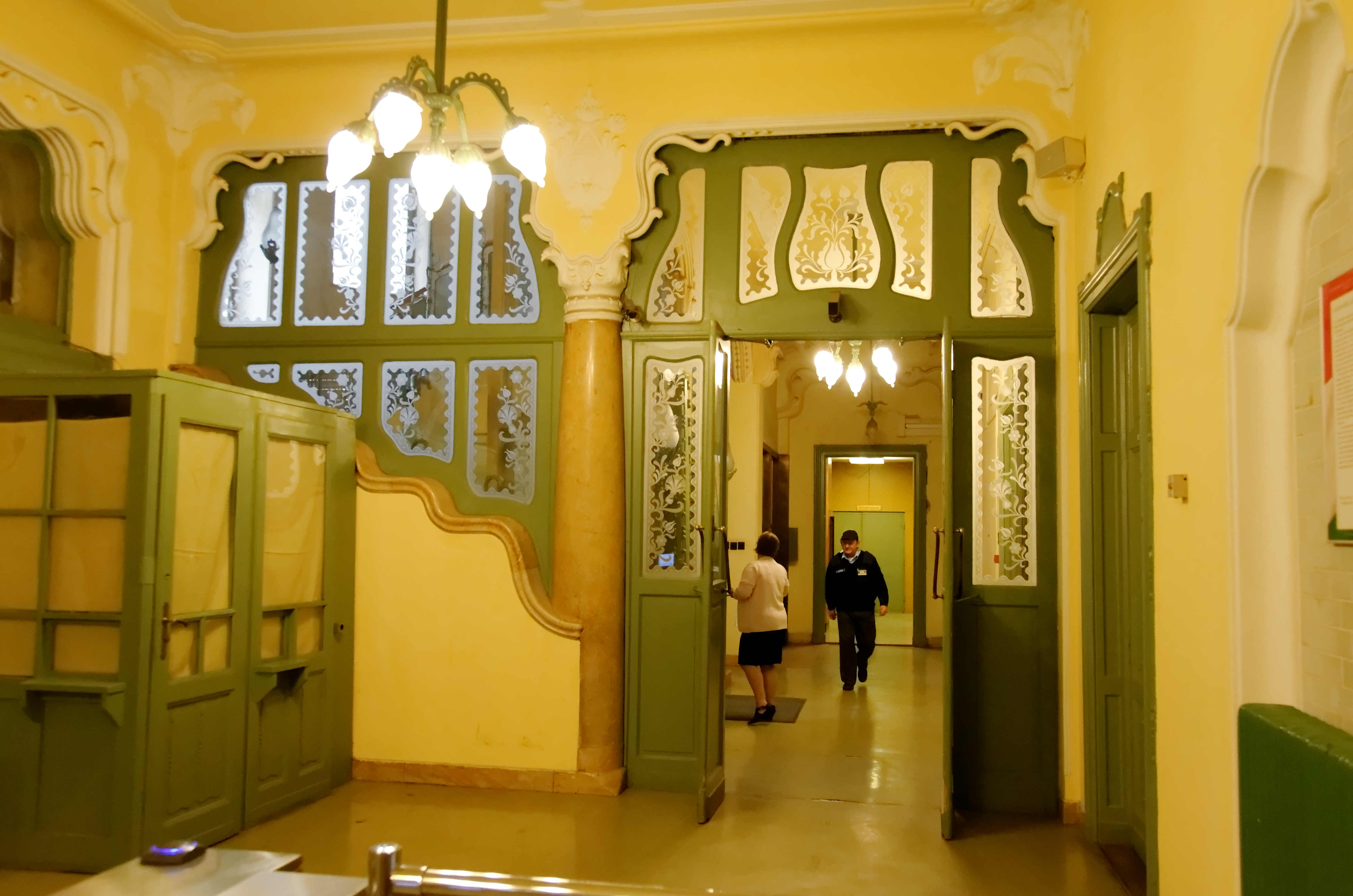
Belső tér
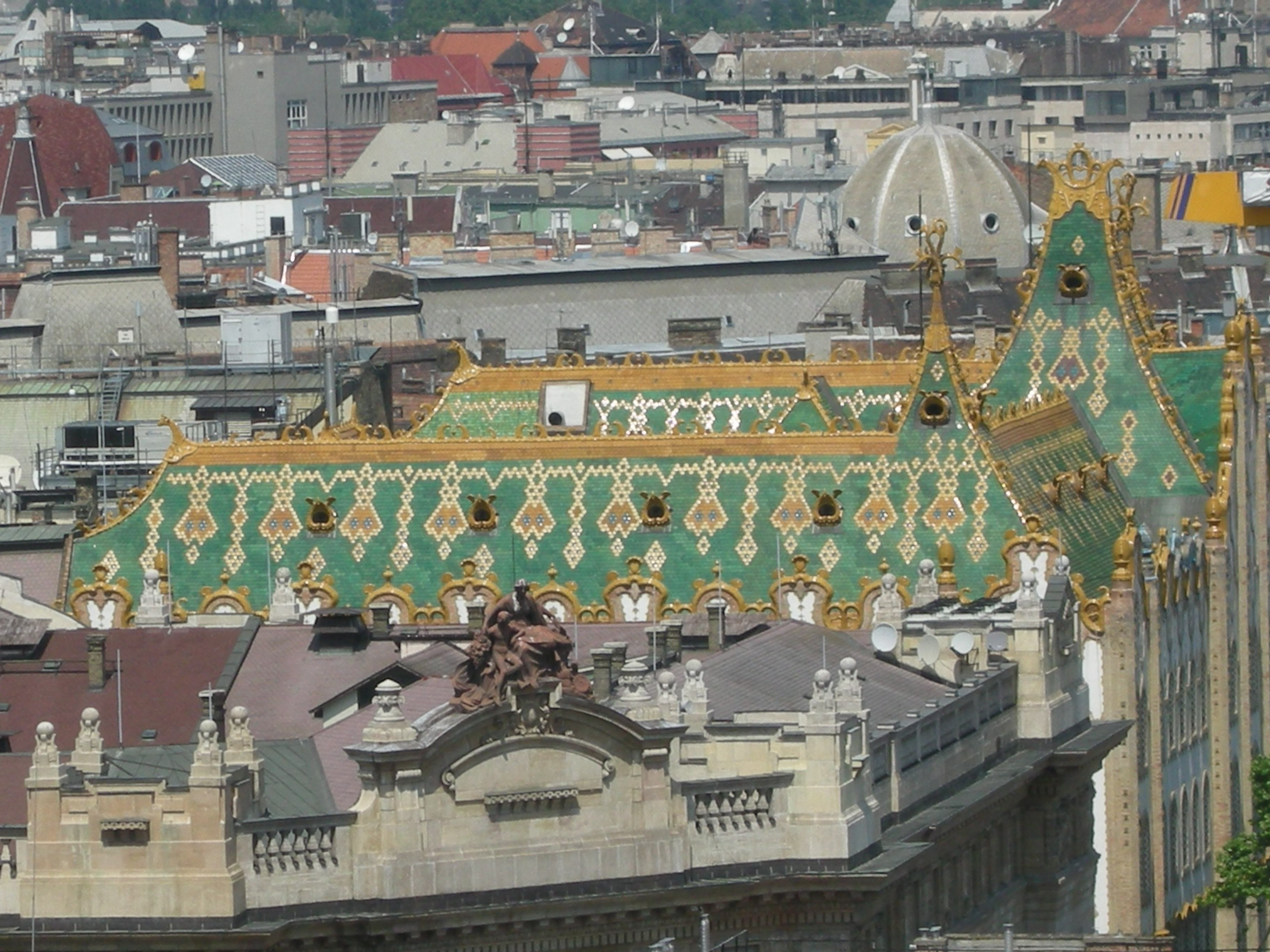
Tetőrészlet (zölddel)

## Más información
- (ed. ) János Bakos – Antalné Kiss – Gergelyné Kovács: Arquitectura postal en Hungría, Távközlési Könyvkiadó, Budapest, 1992, ISBN 963-7588-07-8, 38-39. Ella.

- Datos: Q1239733
- Multimedia: Postal Savings Bank Budapest / Q1239733